# Église Saint-Martin de Saint-Martin-de-Ré
Pour les articles homonymes, voir Église Saint-Martin et Saint-Martin-de-Ré.
L'église Saint-Martin de Saint-Martin-de-Ré est une église fortifiée gothique du XIVe siècle, de la commune de Saint-Martin-de-Ré de l’île de Ré en Charente-Maritime. Dédiée à Saint Martin de Tours, elle est ravagée à plusieurs reprises par les conflits, et reconstruite partiellement en style baroque aux XVIIe siècle et XVIIIe siècle.

## Historique
Les origines de la ville et de l'église sont mal connues, bien que le fait que les deux aient été détruites lors des invasions normandes du IXe siècle soit assez probable.
On sait cependant avec certitude qu'au XIe siècle, la paroisse est donnée au chapitre du Puy-en-Velay par le comte de Poitou et duc Guillaume VII d'Aquitaine. Les chanoines conserveront la paroisse jusqu'au XVIe siècle. Il ne reste cependant aucun vestige de l'édifice roman du XIe siècle.

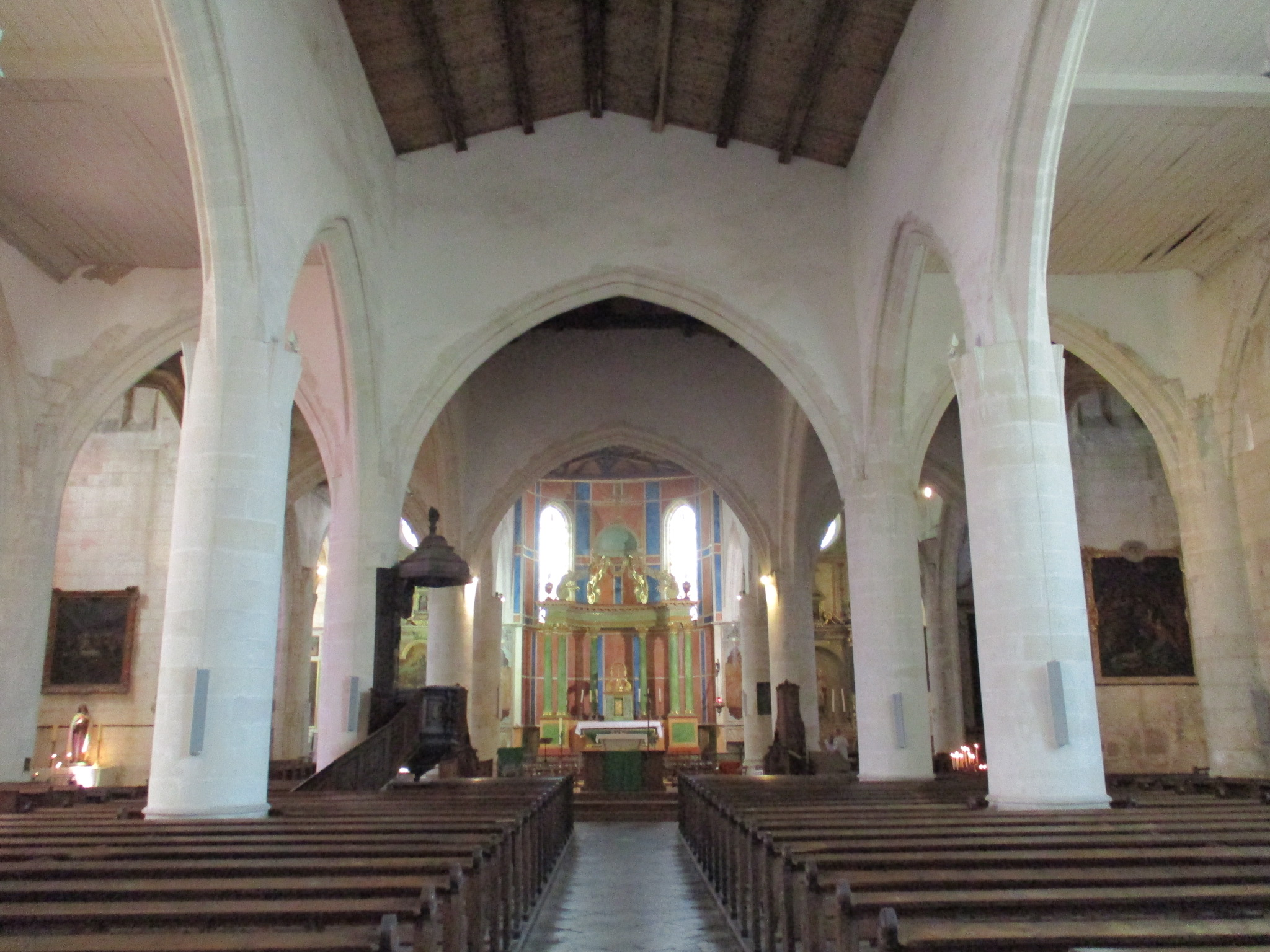
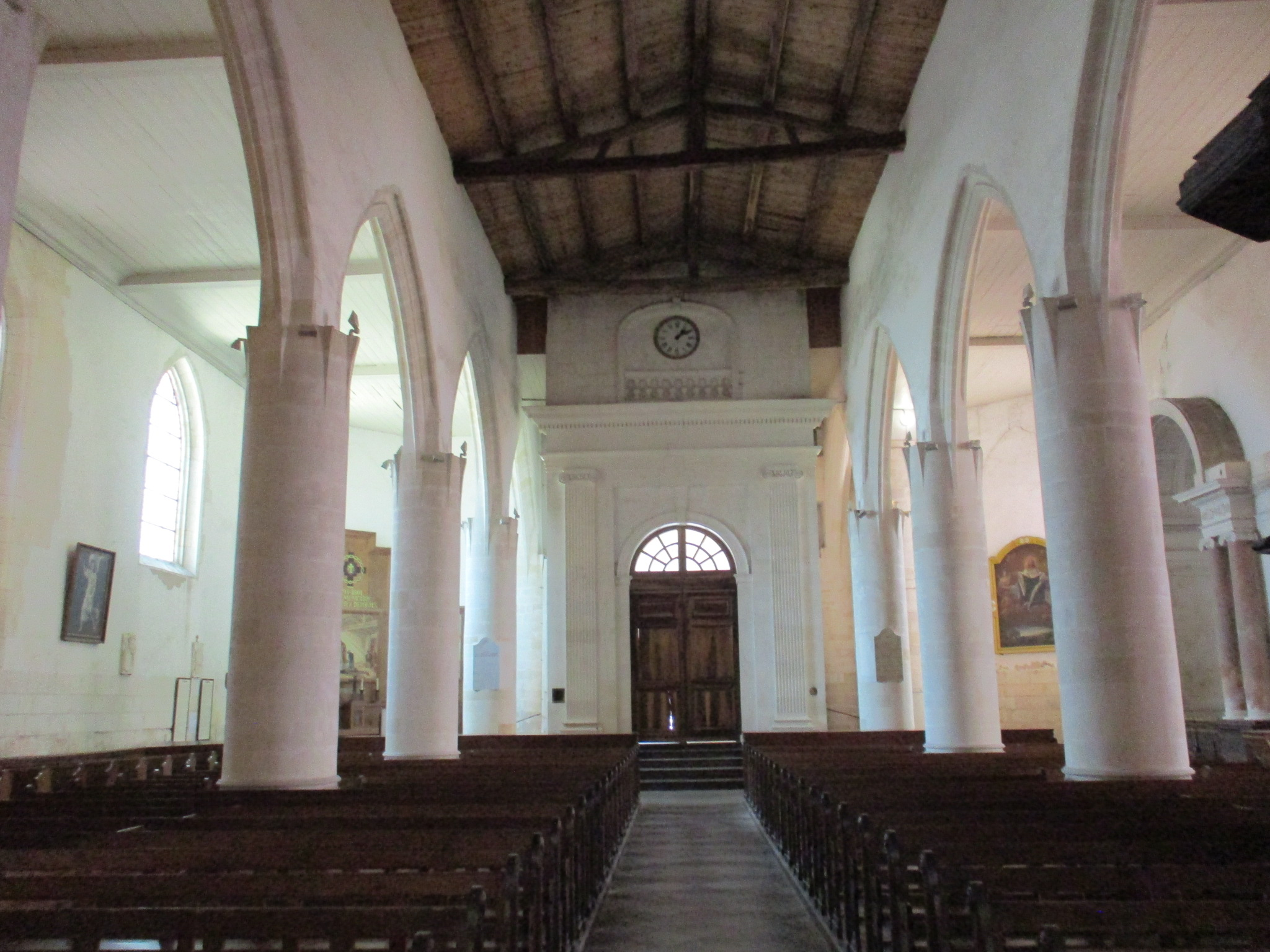

La construction d'une nouvelle église gothique flamboyante est entreprise au XIVe siècle, construction qui semble s'être poursuivie au XVe siècle à l'issue de la période troublée de la guerre de Cent Ans. Au vu des ruines qui subsistent, l'église devait être spacieuse et très lumineuse, avec une hauteur sous voûte tout à fait respectable. Elle était également fortifiée avec vue panoramique sur la mer et les environs (elle prit alors le nom de « Grand Fort »), au vu des restes de mâchicoulis et chemin de ronde encore présents aujourd'hui sur les ruines médiévales. Il s'agit d'un système complet de mâchicoulis sur arcs sur les façades qui déborde sur les murs en retour.
Cependant cette église devait être ruinée moins d'un siècle plus tard. L'île de Ré, à majorité protestante, est mise à sac par ces derniers en 1586 lors des guerres de Religion contre les catholiques. L'église s'effondre en grande partie : il n'en restera que la base des murs de la nef et les chapelles latérales et les hauts murs du transept, conservés du fait de leur importance militaire, étant fortifiés.
Au XVIIe siècle le culte put reprendre dans l'édifice dévasté, après la victoire des catholiques sur les protestants au siège de La Rochelle (1627-1628). En 1629 les travaux de reconstruction proprement dits débutent. Ils dureront plusieurs années. Mais l'édifice est de nouveau ravagé en 1696 lors du bombardement de la place forte de Saint-Martin-de-Ré par une flotte de navires anglais et hollandais.
Puis le XVIIIe siècle vint. Le premier jour de l'an 1774 le clocher s'effondre, entraînant avec lui une partie des voûtes. On décide alors de reconstruire l'édifice en inversant l'orientation du chœur : clocher à l'est, chœur désormais à l'ouest, avec plafond en bois inspiré d'un toit en carène de bateau.
Le culte est momentanément fermé à la Révolution. Un autel est dédié aux 1023 prêtres réfractaires déportés emprisonnés dans la citadelle de Saint-Martin-de-Ré sous la Révolution française (1798-1801), et dont nombreux sont morts en captivité.
Au cours des deux siècles suivants, l'édifice fut restauré et embelli d'un nouveau mobilier, avant d'être de nouveau ravagé par un incendie en 1964. Cependant l'édifice fut rapidement réhabilité.

## Classement aux monuments historiques
Elle fait l’objet d’un classement au titre des monuments historiques depuis le 29 décembre 1903 pour ses parties anciennes comprenant l'ancien transept avec ses pignons, ses tourelles et ses fortifications. Le reste de l'édifice est inscrit au titre des monuments historiques par arrêté du 29 décembre 1997;

## L'édifice aujourd'hui

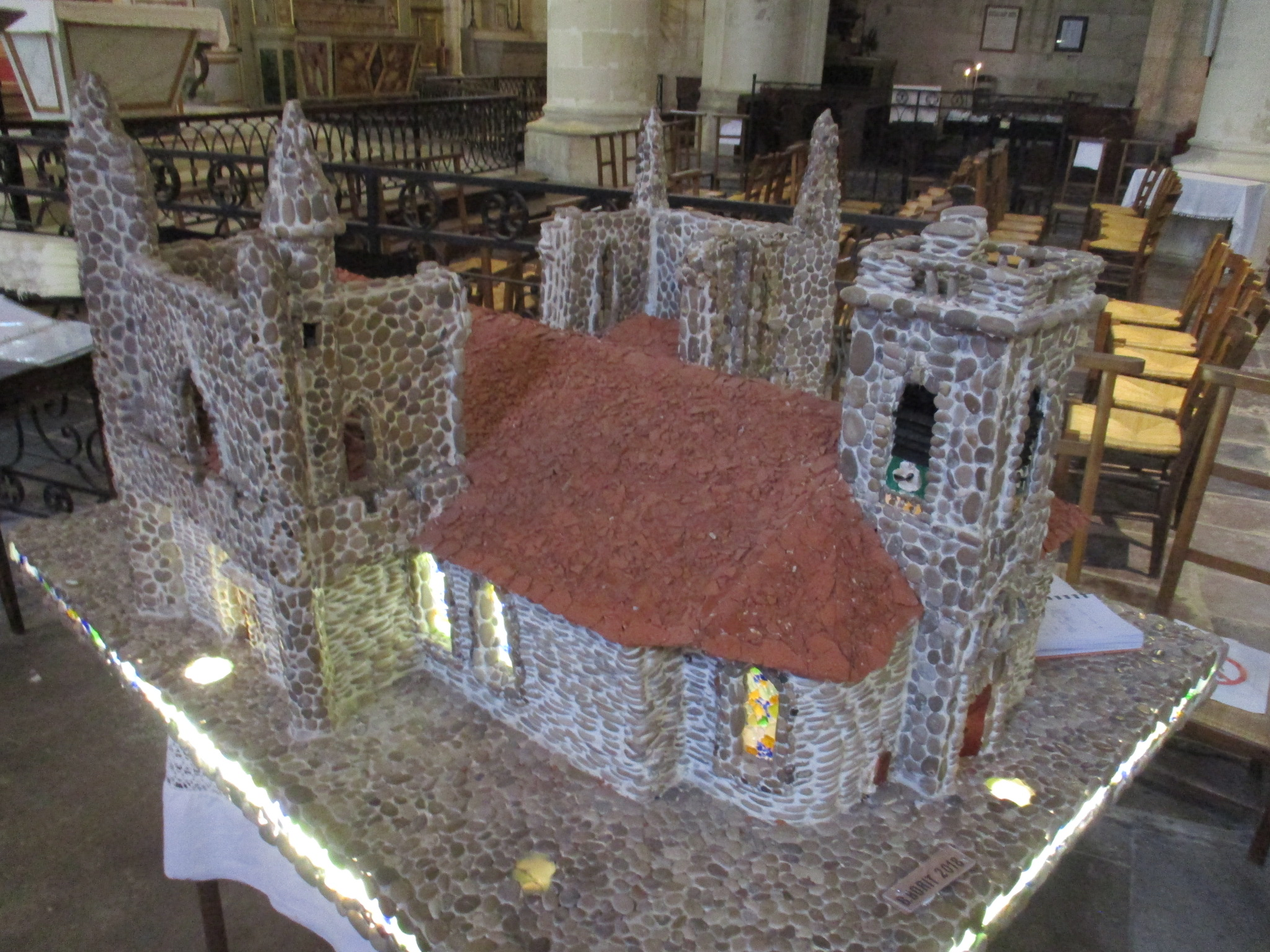
Modèle réduit

L'aspect tourmenté et complexe de l'édifice actuel, dominé par les ruines gothiques du transept, témoigne de son histoire mouvementée. Les parties les plus anciennes datent du XVe siècle : il s'agit des murs des deux croisillons du transept, encore en élévation, dotés d'un chemin de ronde et dotés de leurs portails à la statuaire mutilée. Subsistent également de l'édifice médiéval les chapelles de l'actuel chœur (qui était en fait la nef de l'édifice) et celles du bas-côté sud. On peut également voir une fenêtre de style flamboyant et aujourd'hui obstruée sur le mur gouttereau nord.
Le transept nord.
Si les protestants ont à peu près épargné le transept fortifié et le crénelage qui le couronnait, les boulets anglo-hollandais de 1696, n'ont pas eu de pitié pour le gothique flamboyant des «papistes» !
À cette époque, l'église était plus longue. La nef était à l'ouest là où il y a maintenant une rue et des maisons. Lors de la reconstruction du XVIIIe siècle, les parties gothiques, bien qu'en ruine, ont été conservées pour servir d'amer aux marins en raison de leur hauteur.
De chaque côté de la nef extérieure nous pouvons voir les ruines des deux tourelles d'escaliers a vis (dans l'édifice il reste les deux passages pour y accéder).
Aujourd'hui ces parties hautes sont inaccessibles au public.
L'édifice de 1628 était lui aussi voûté d'ogives et suivait l'orientation de l'église médiévale. Cependant il fut fortement ébranlé par l'effondrement du clocher en 1774, et il ne semble en rester que les colonnes écrêtées et les parties hautes des bas-côtés et de la nef. L'orientation du chœur fut modifiée après l'effondrement de 1774, et un nouveau clocher fut construit à l'emplacement du sanctuaire médiéval. L'église fut alors charpentée.
Le clocher est de style néo-classique, bâti lors de la reconstruction de l'église quand son orientation a changé. Auparavant, c'était le chœur qui se trouvait à cet endroit.
Après l'incendie de 1964, qui détruisit l'orgue sur la tribune. les couvertures de l'édifice (charpente et toit) durent être reconstruits. Le clocher formé par une tour carrée est aujourd'hui visitable et renferme trois imposantes cloches : Marie Thérèse (la plus grosse qui sonne en ré 3) ; Charles Catherine (la moyenne qui sonne en mi 3) ; Marie Pierre Michel Samuel Augustine (la petite qui sonne en fa #3).
Le clocher sert aujourd'hui de terrasse observatoire touristique avec vue panoramique sur la ville, le port et ses environs.
L'église possède un remarquable Saint-Jean-Baptiste embrassant le pied de l'Enfant Jésus. Selon la tradition, ce marbre aurait été offert par le pape Léon X à Francois Ier. Il s'agit en réalité d'une œuvre réalisée au XVIIe siècle par un sculpteur flamand, et attribuée à François Dieussart.

Vue depuis le port et sur le port
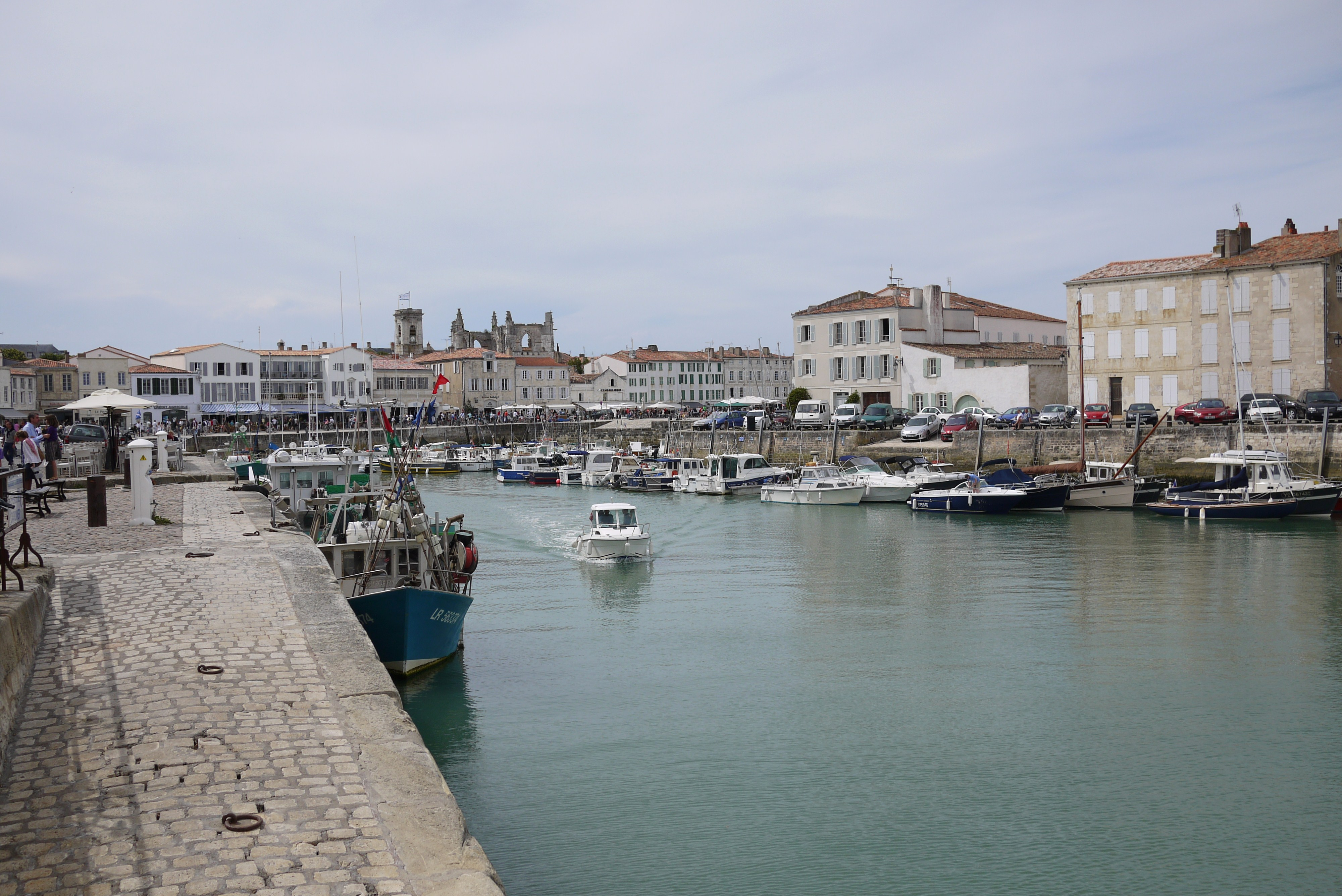
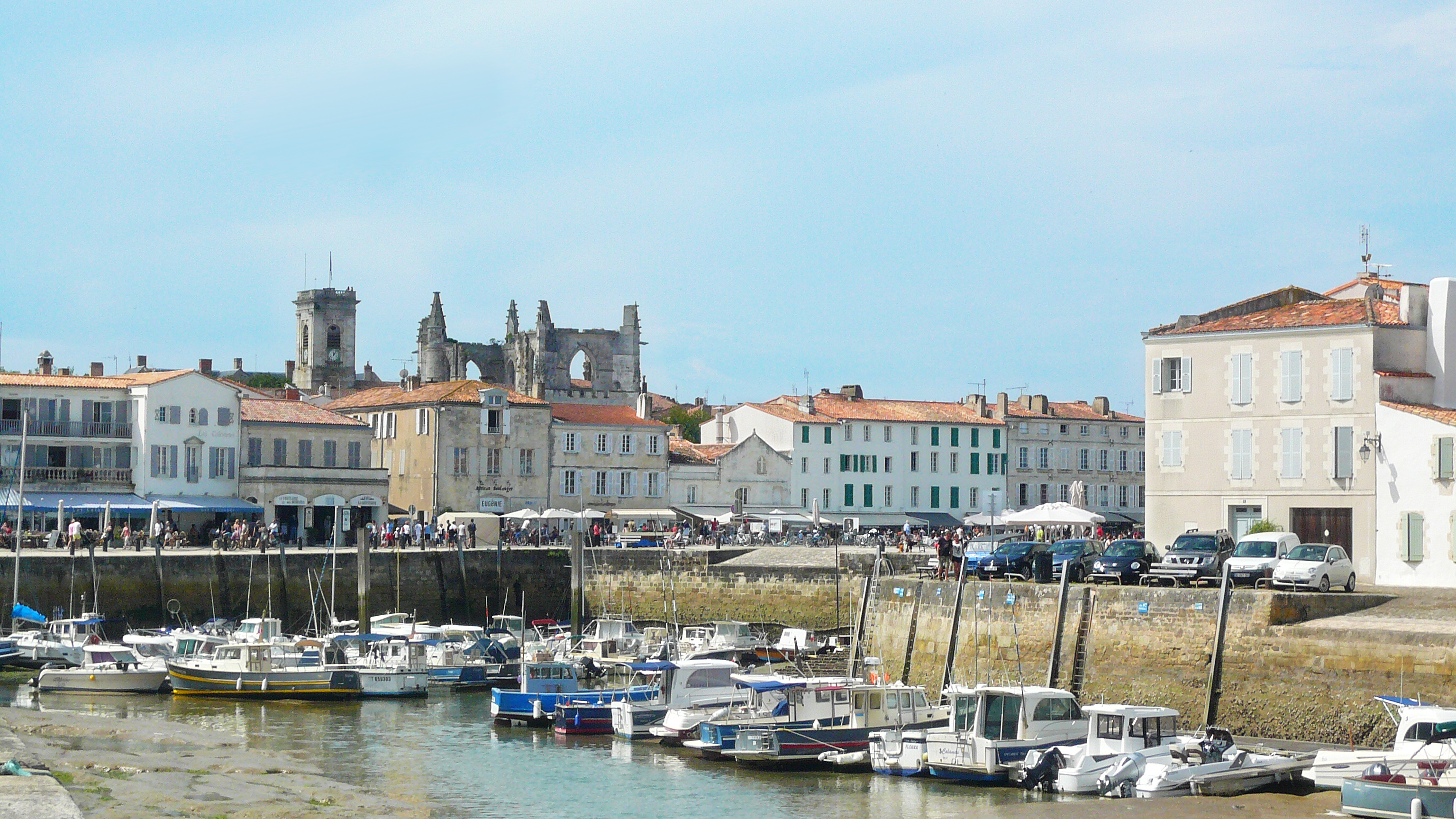
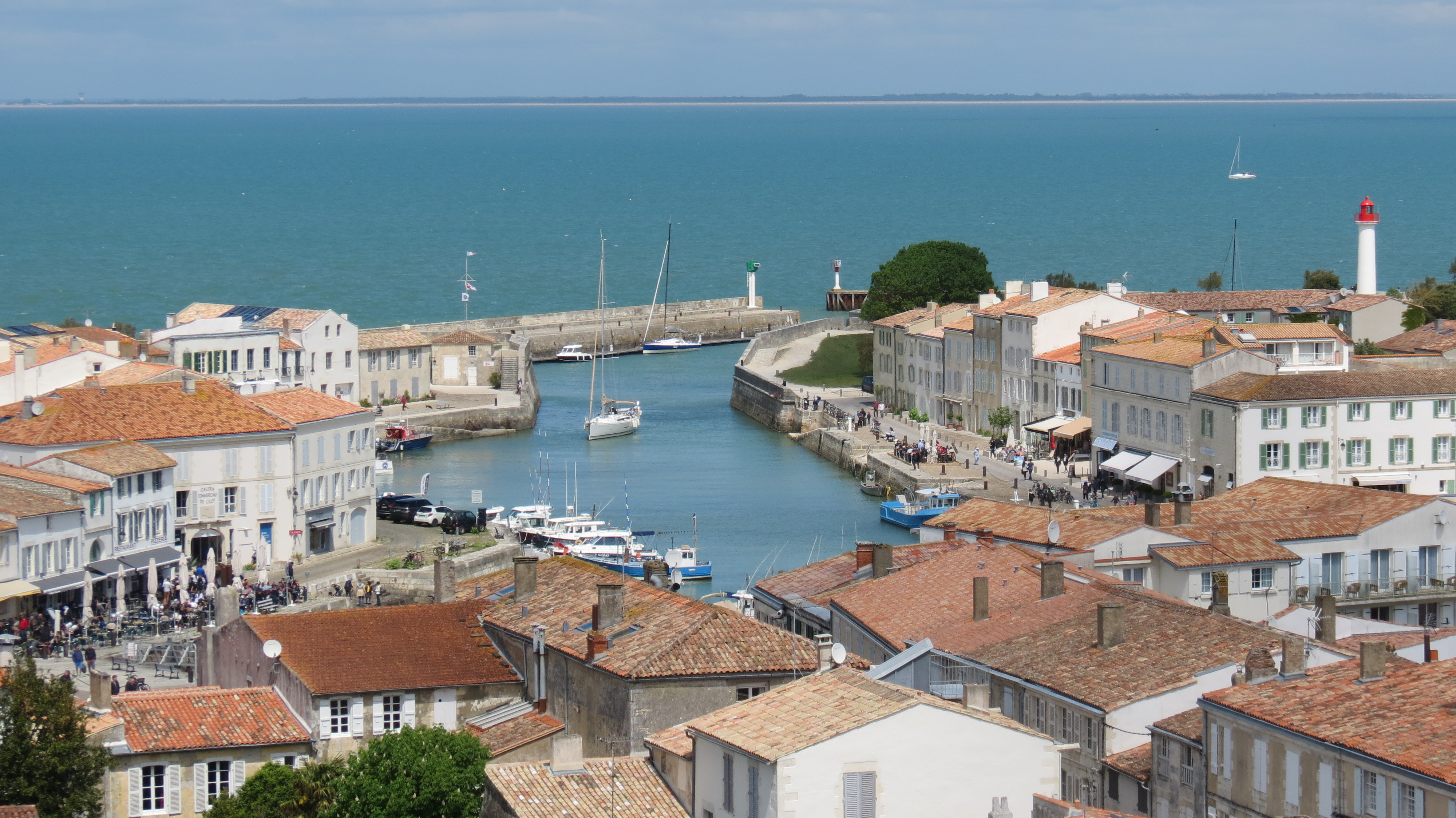
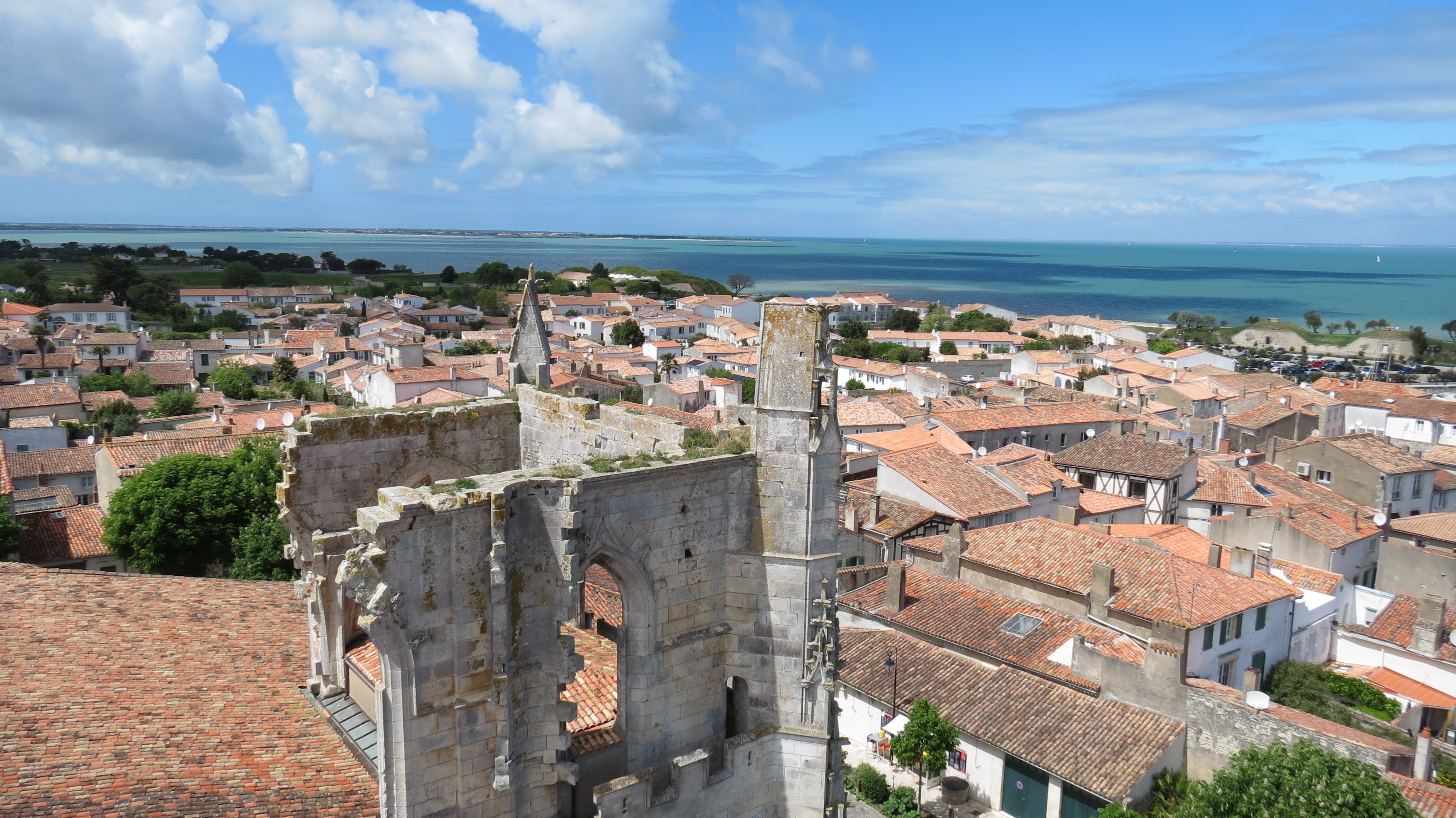

## Galerie d'images

Vues extérieures
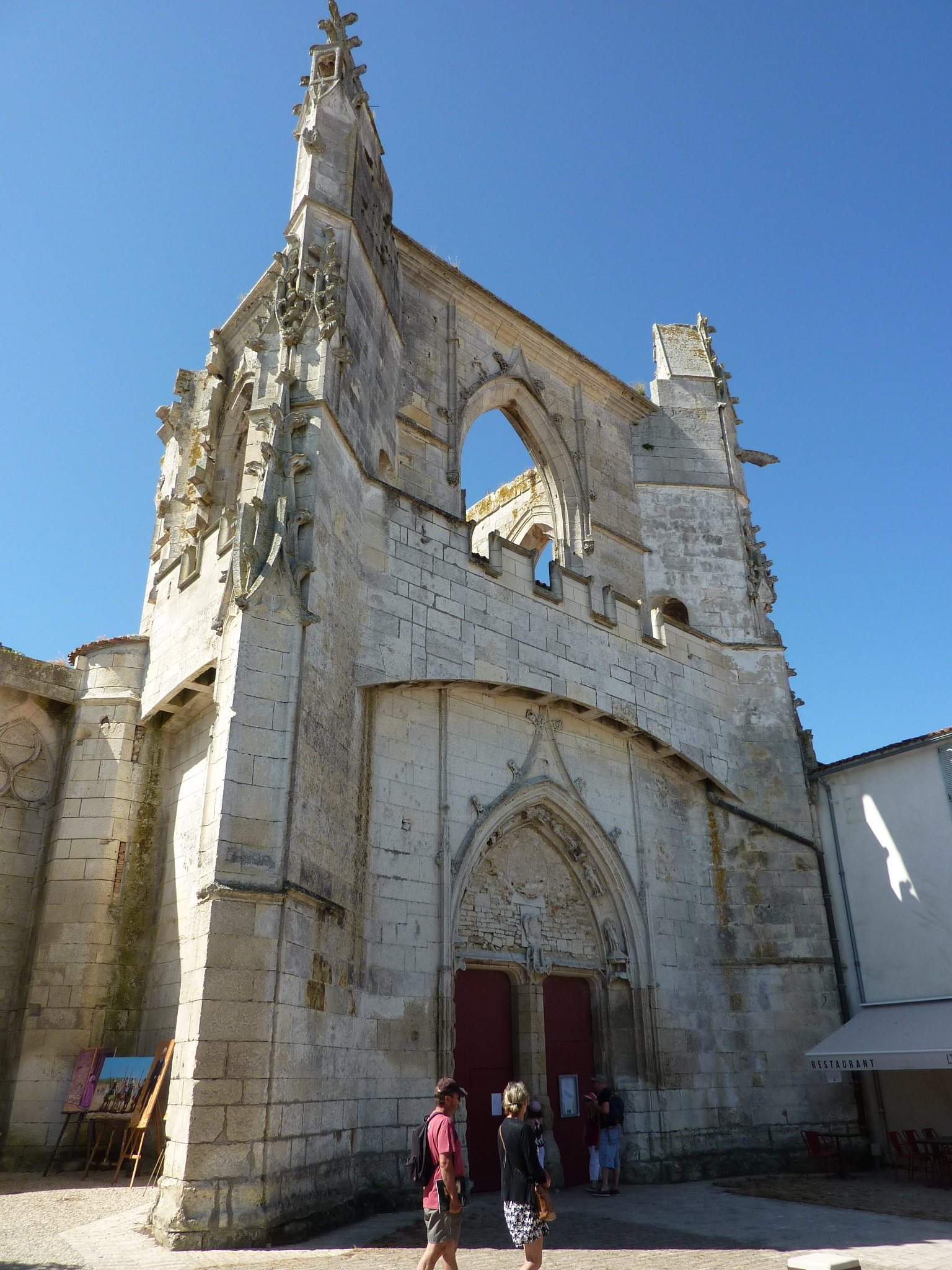
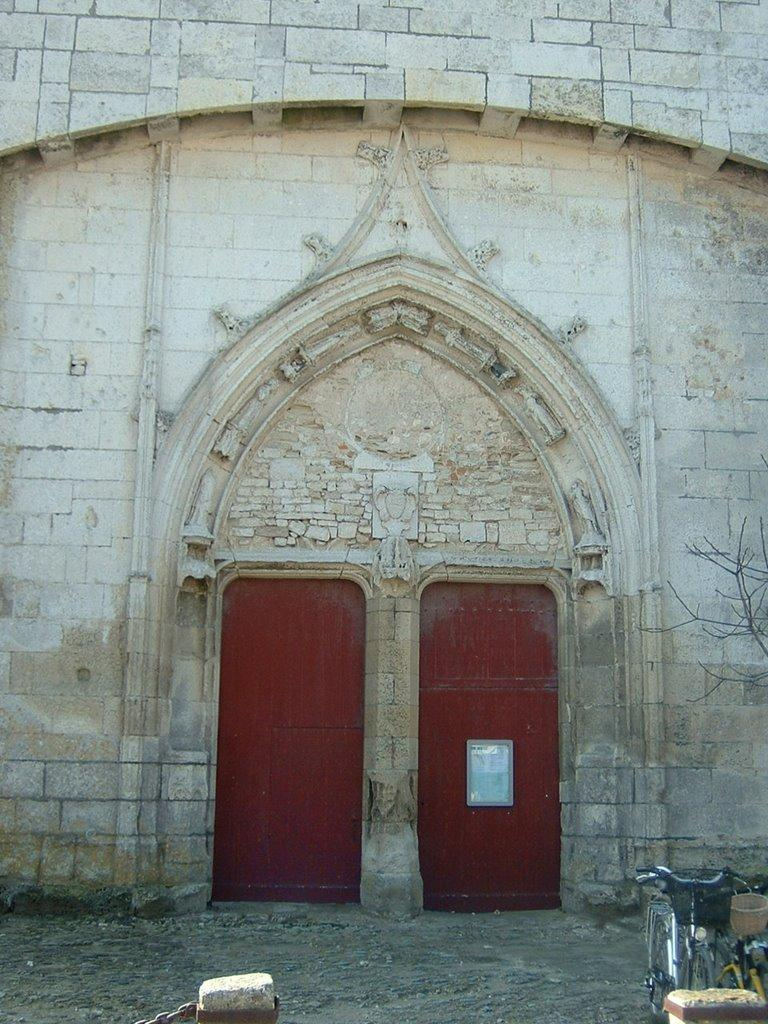
Portail du croisillon nord du transept.
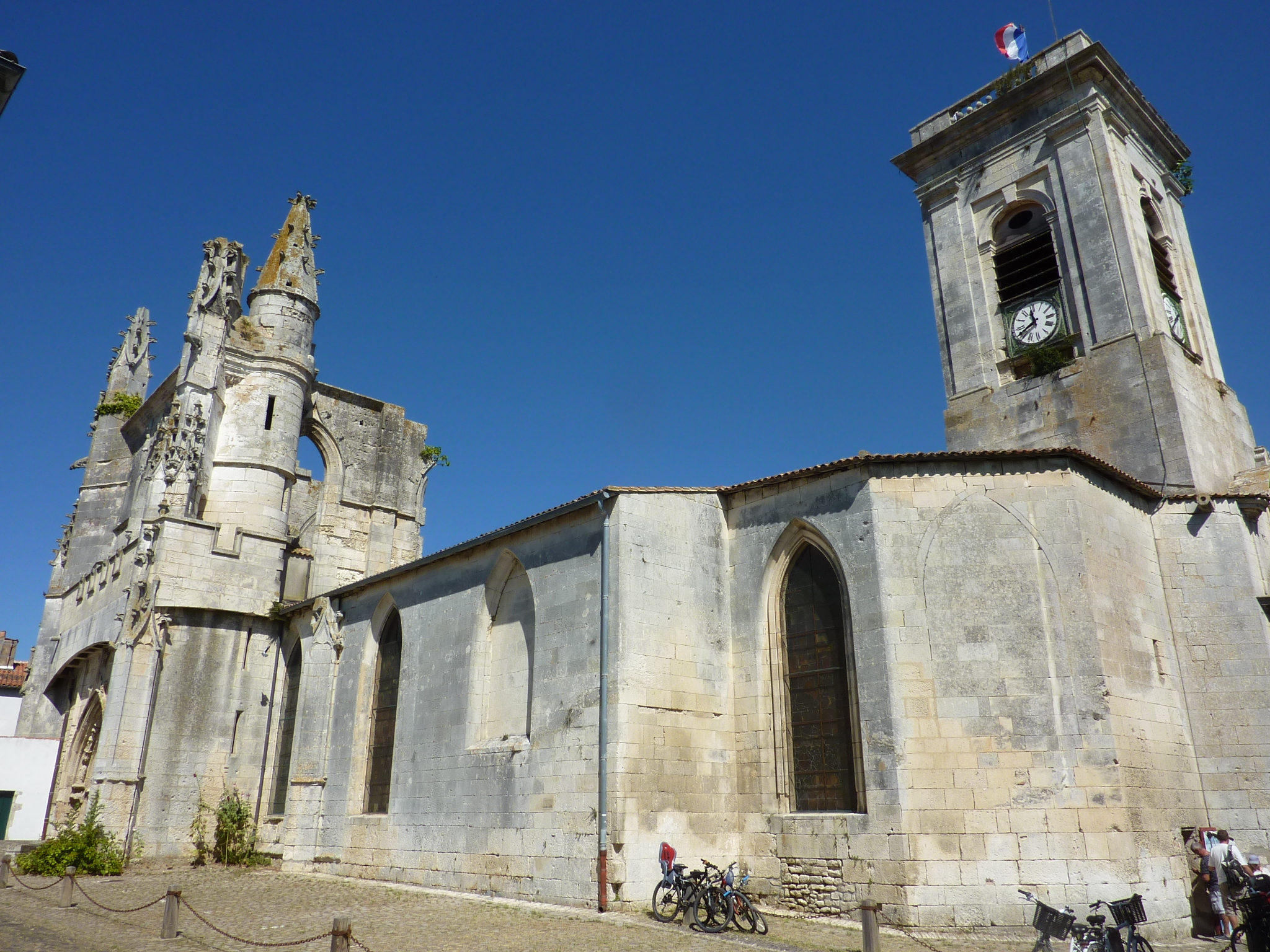
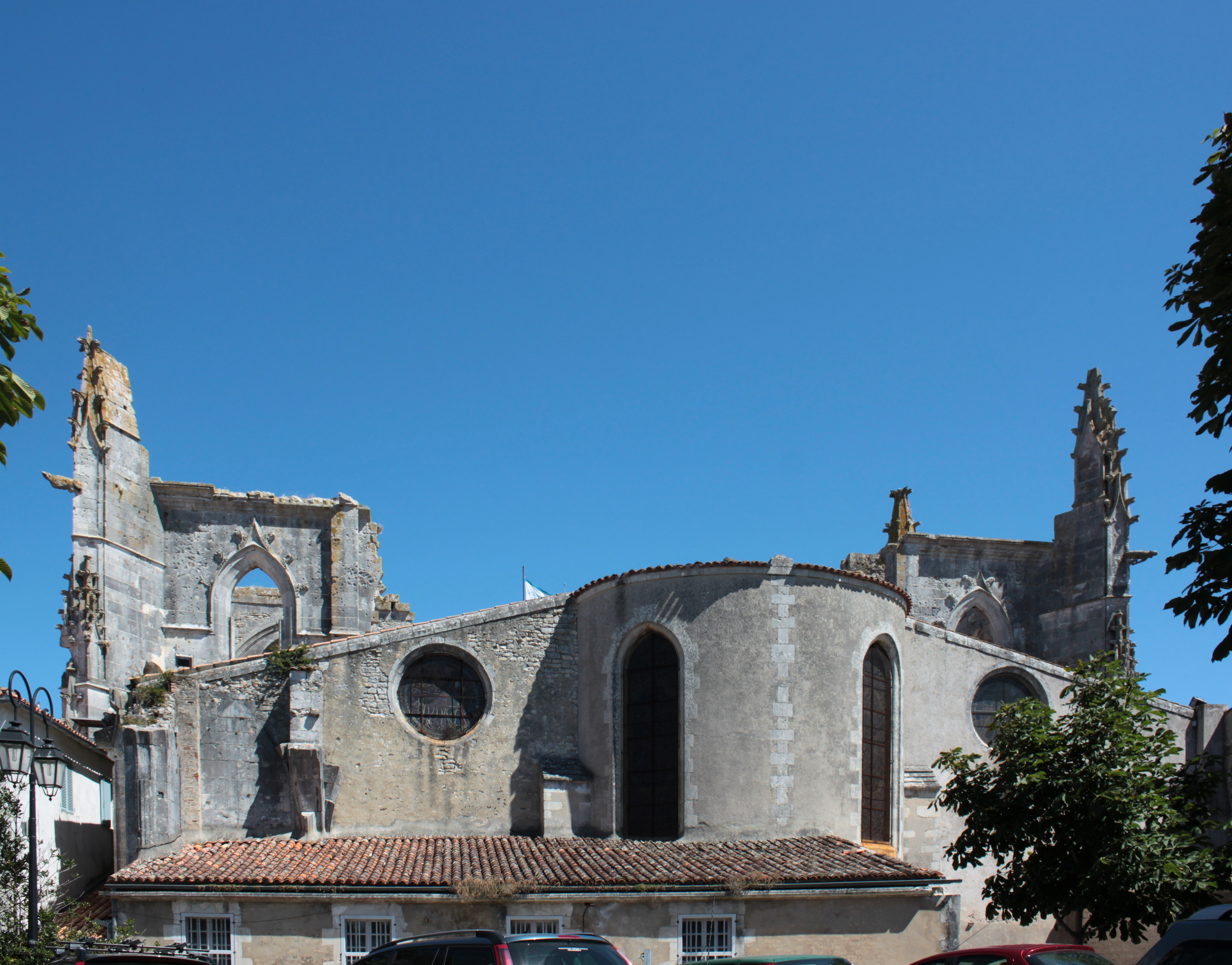
Chevet.
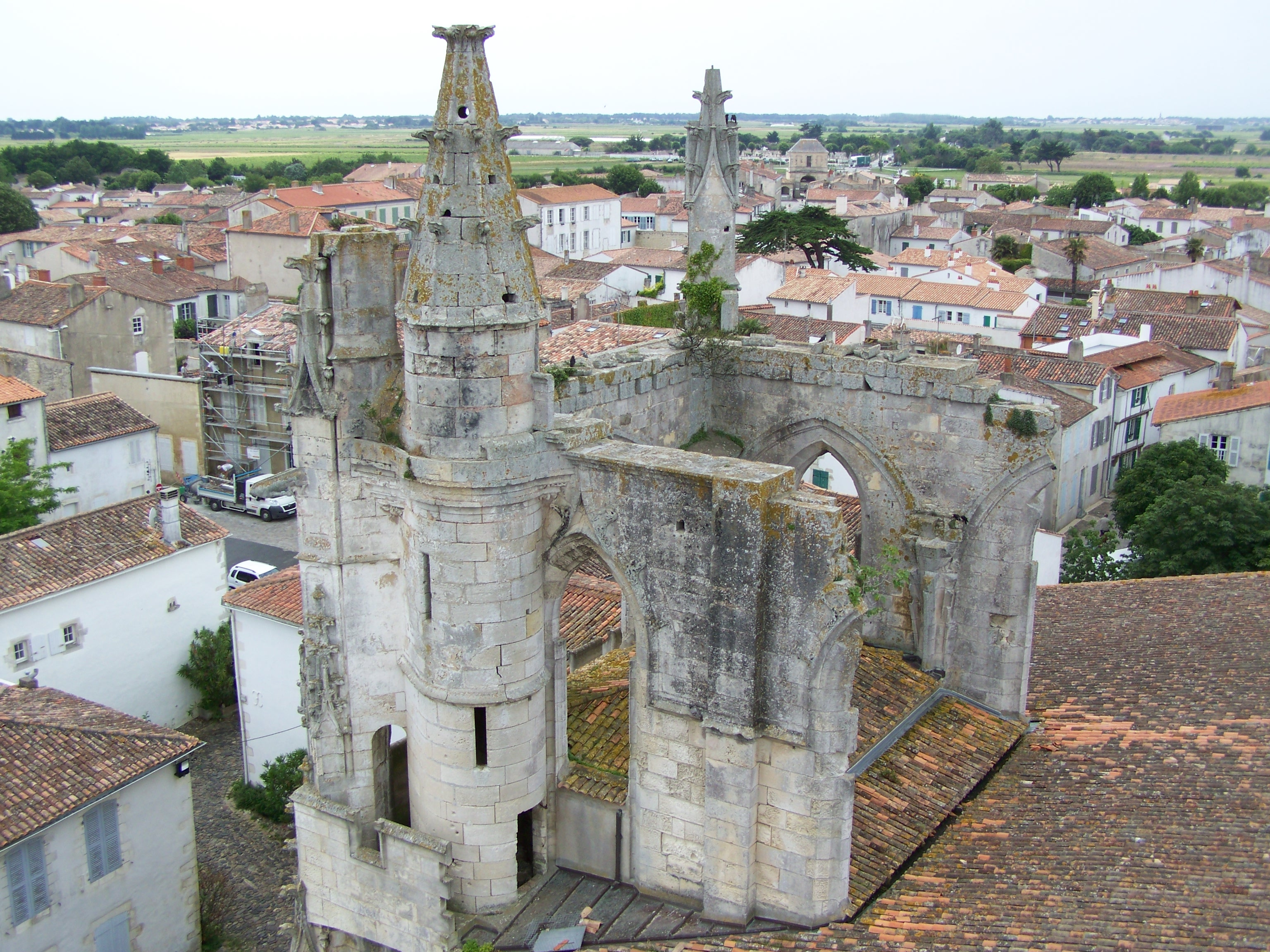
Vestiges du croisillon sud du transept.
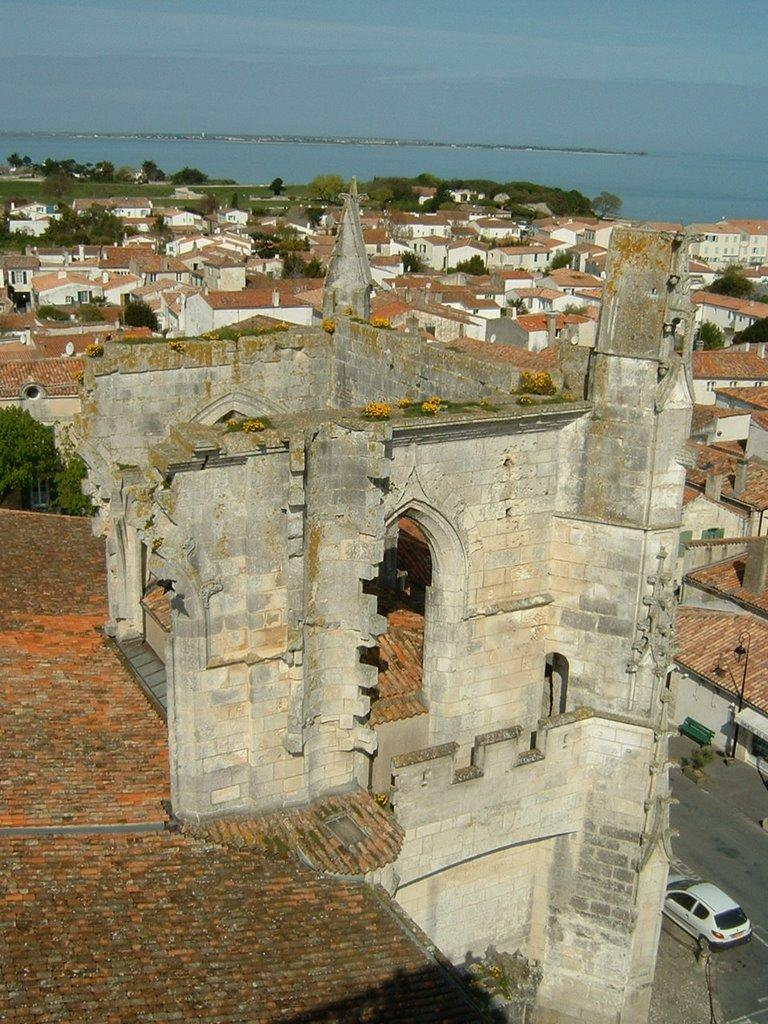
Vestiges du croisillon nord du transept.

Vues intérieures
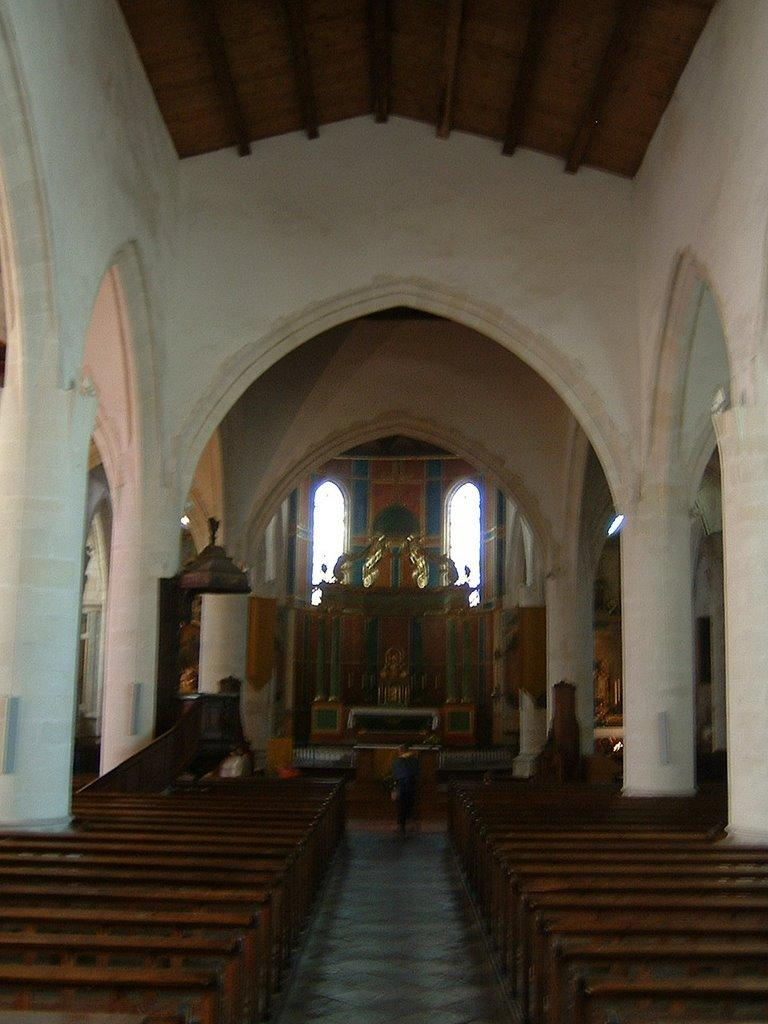
Nef et chœur actuels.
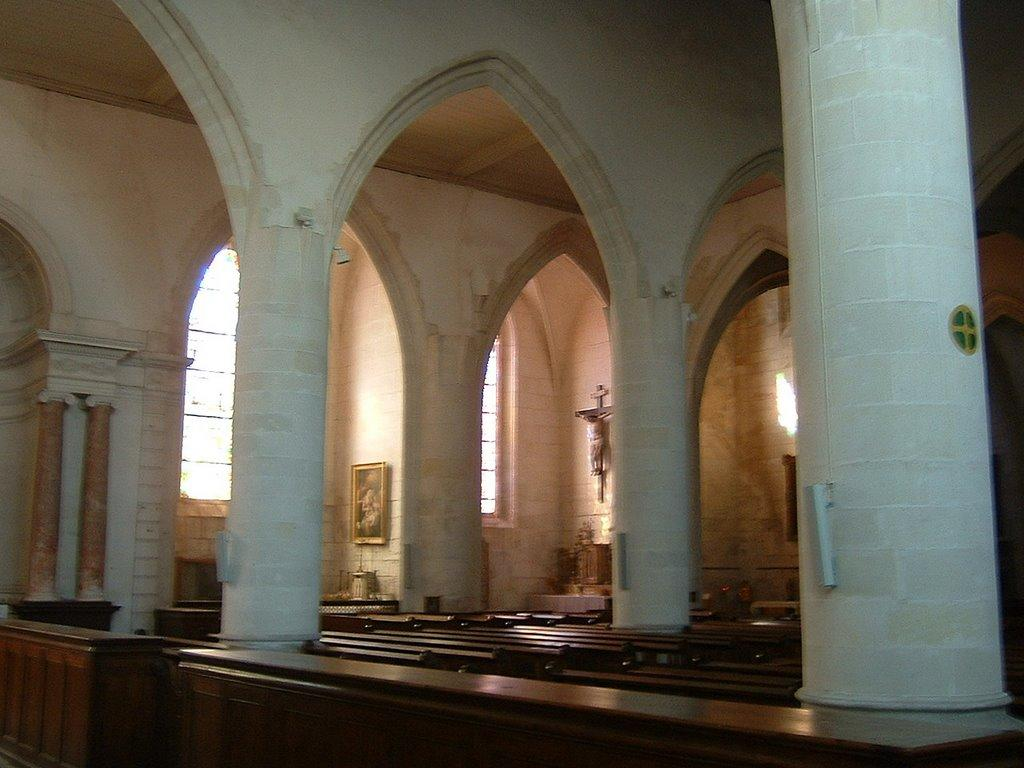
Nef et collatéral sud.
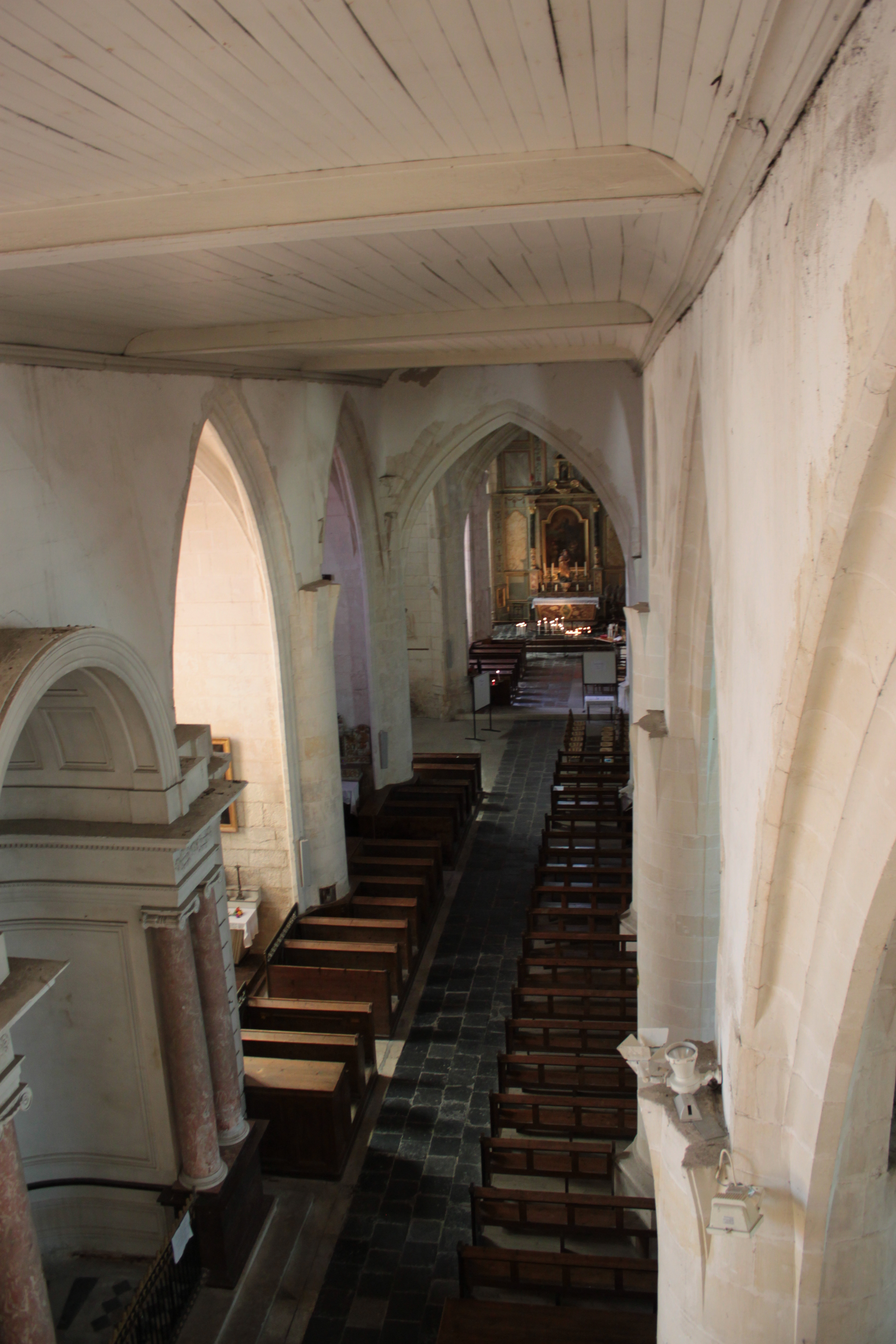
Nef.
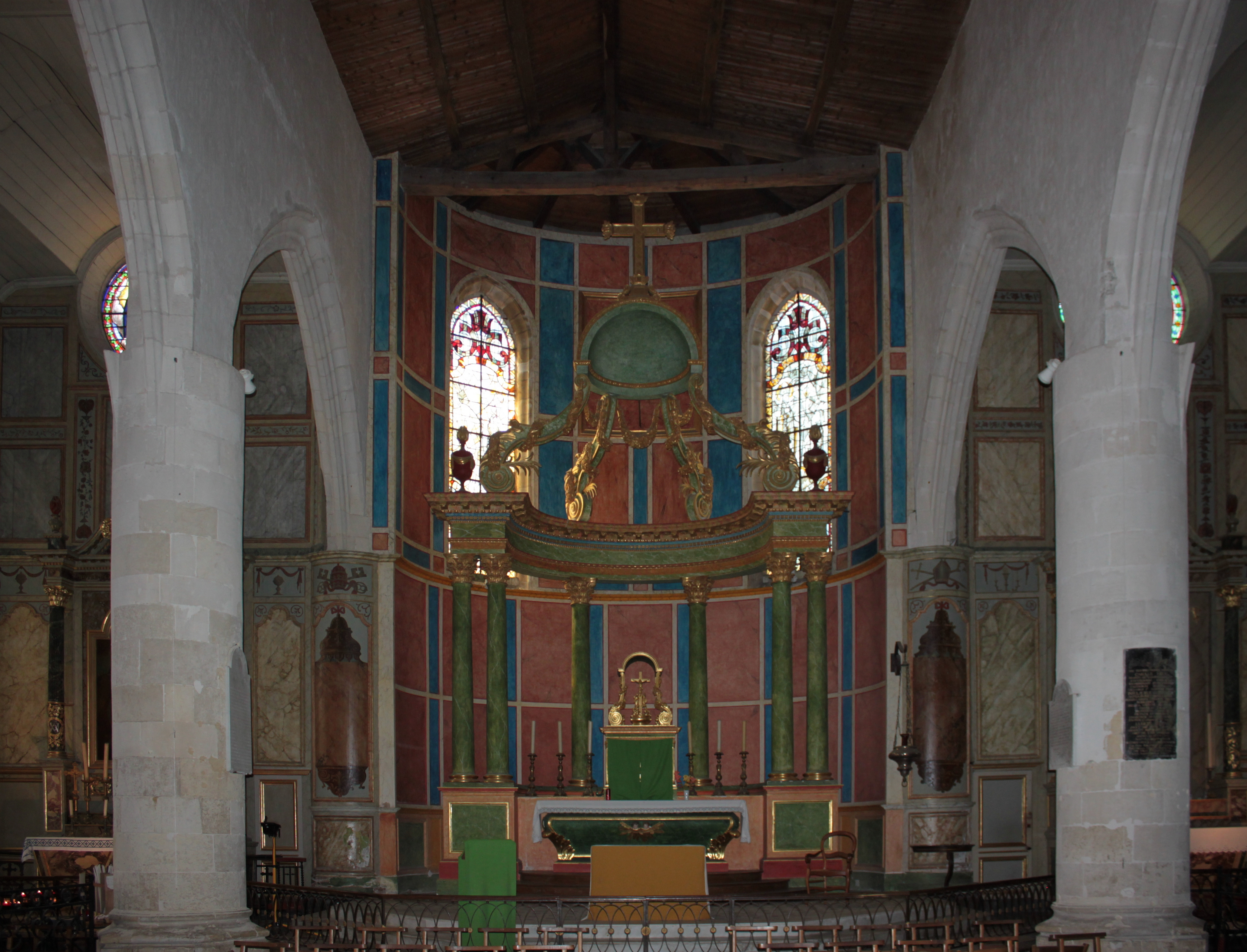
Maître-Autel.
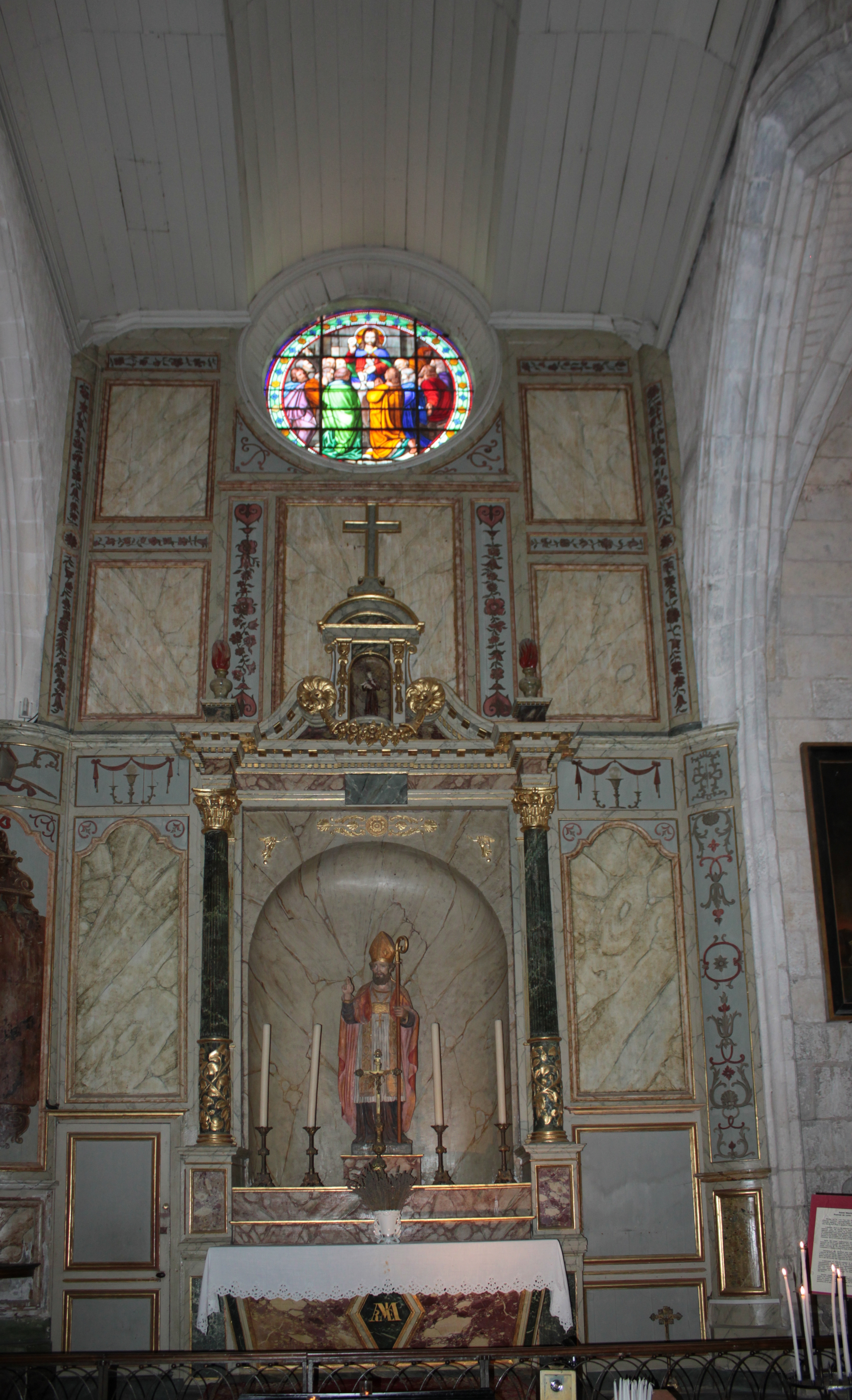
Absidiole nord.
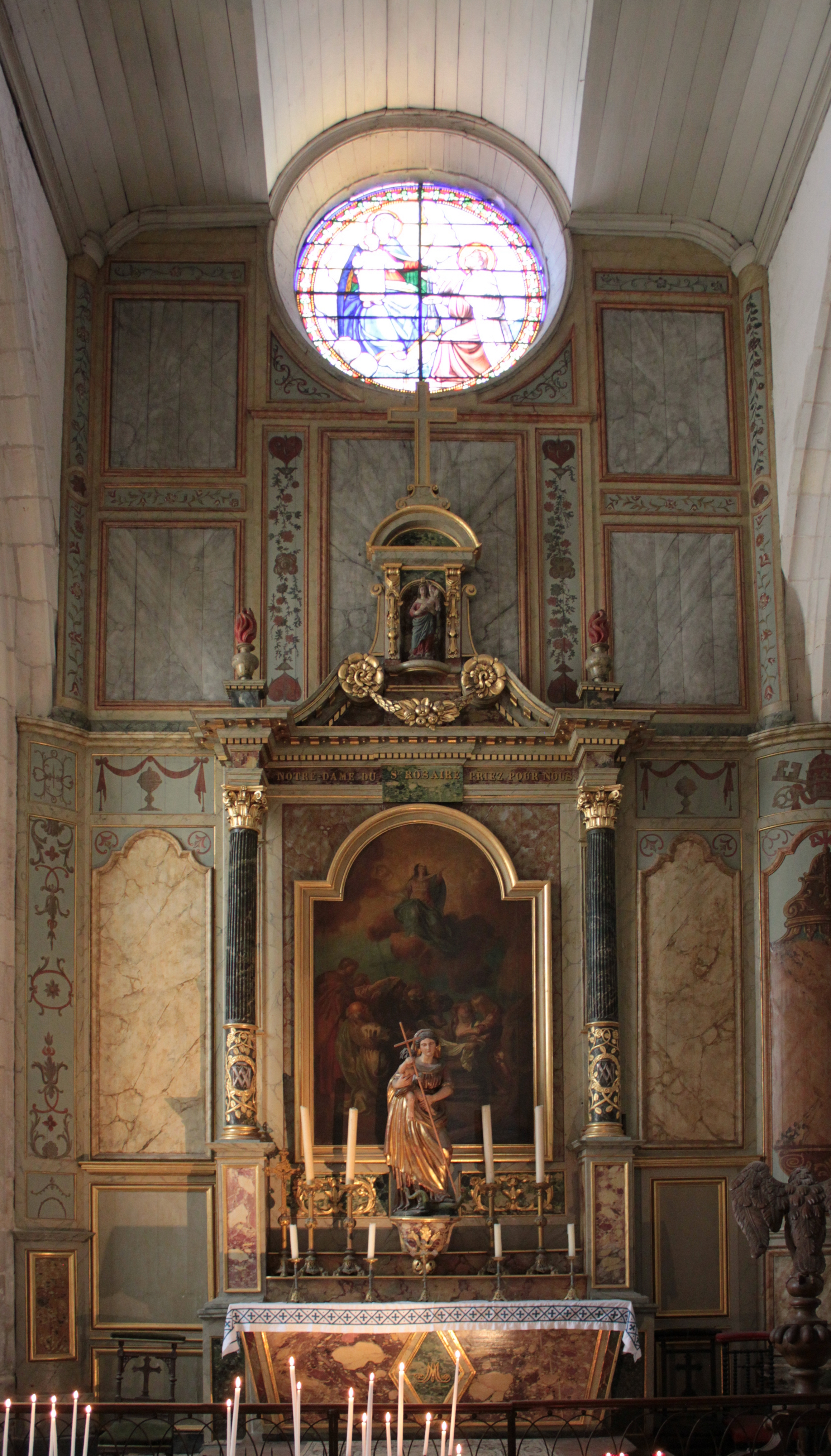
Absidiole sud.
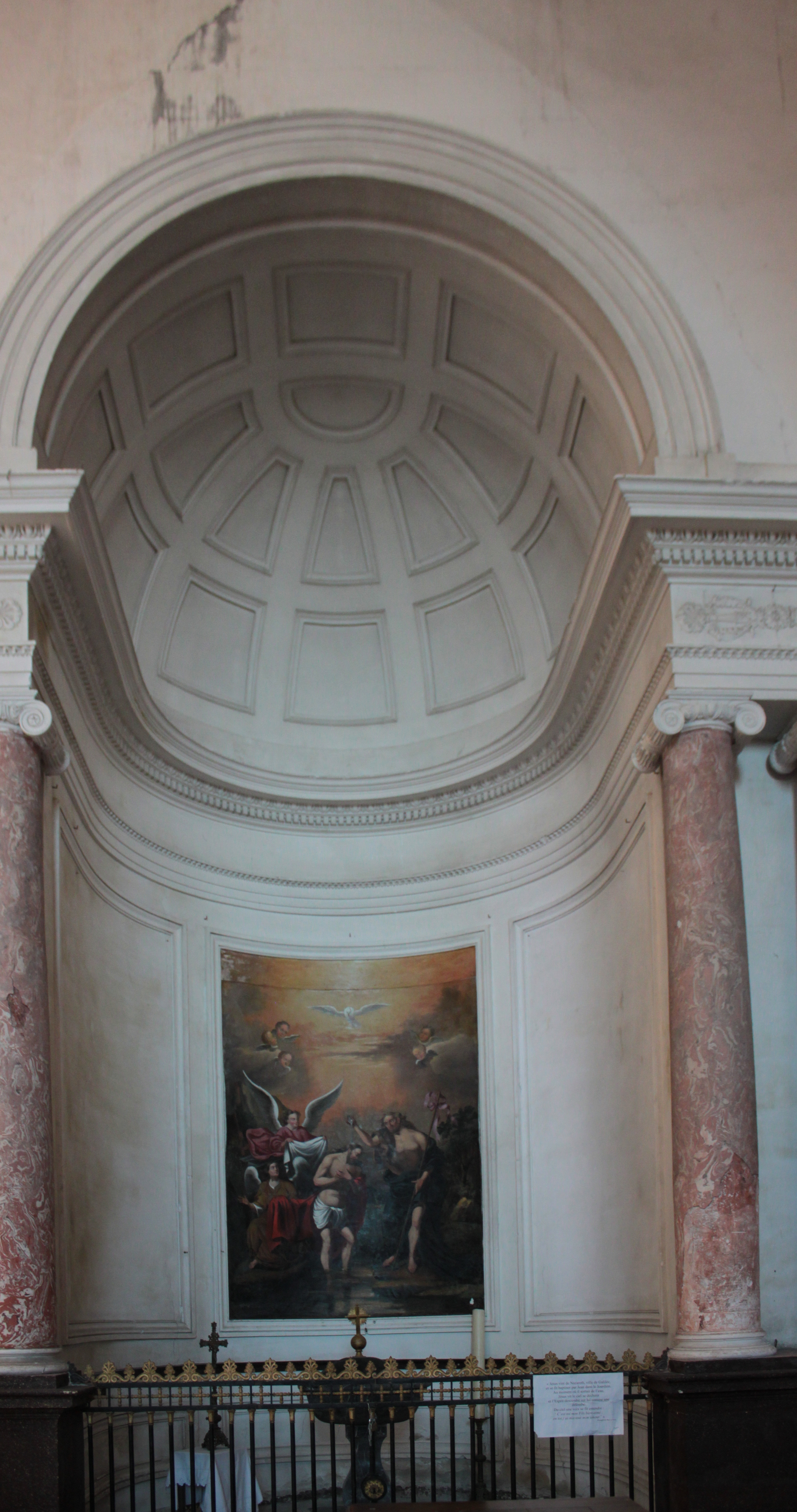
Baptistère.
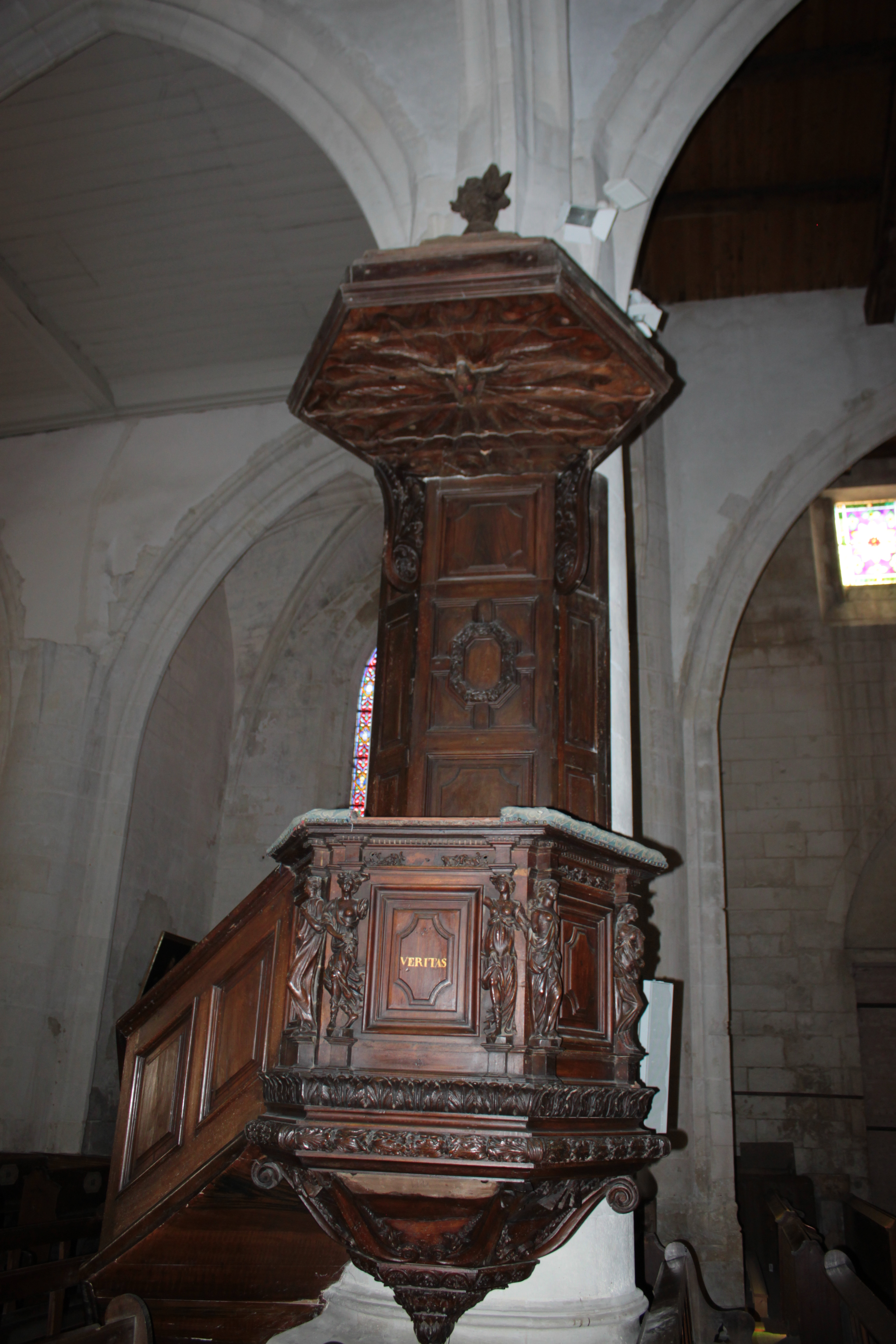
Chaire.
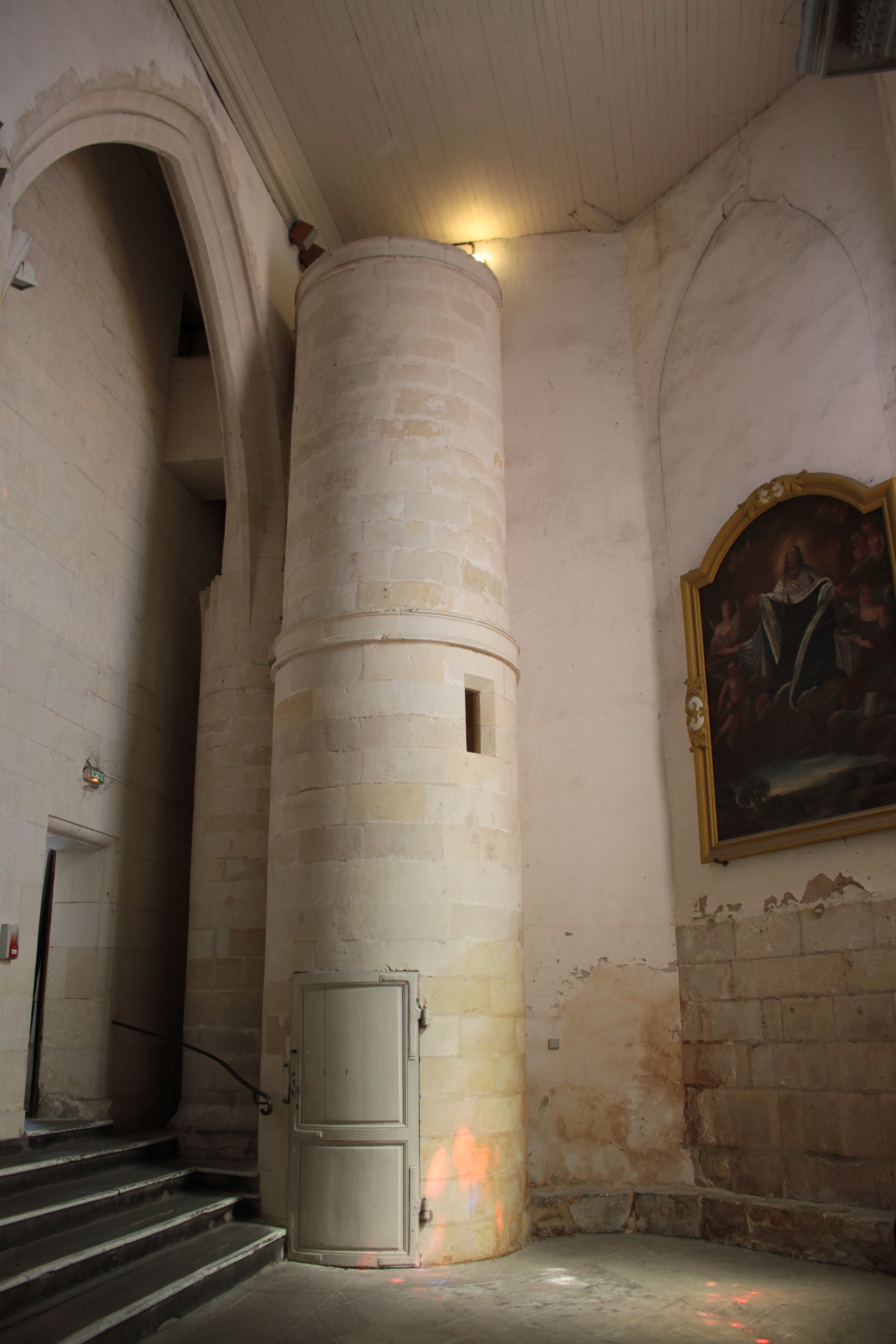
Tour-escalier du clocher.
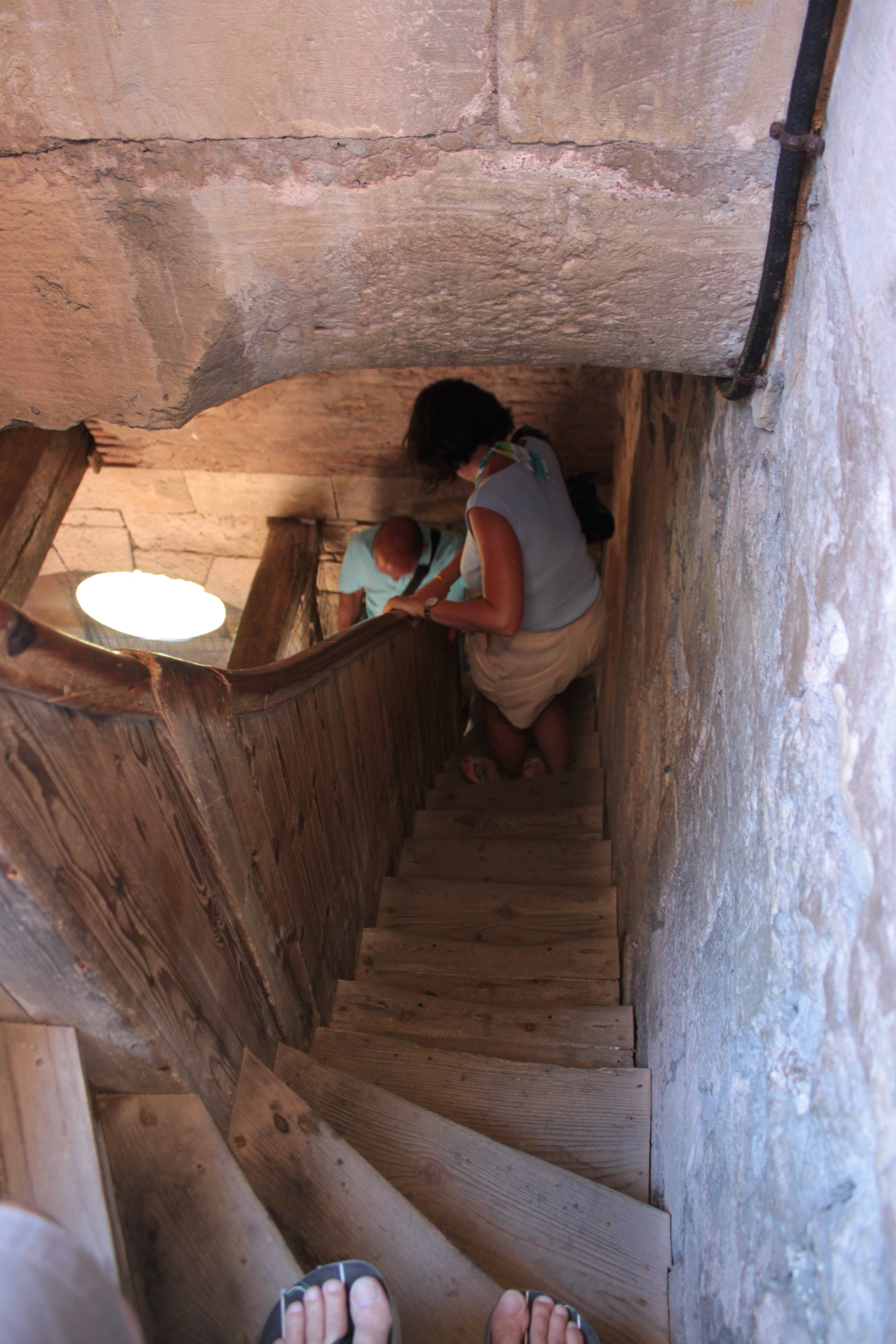
Escalier étroit du clocher.
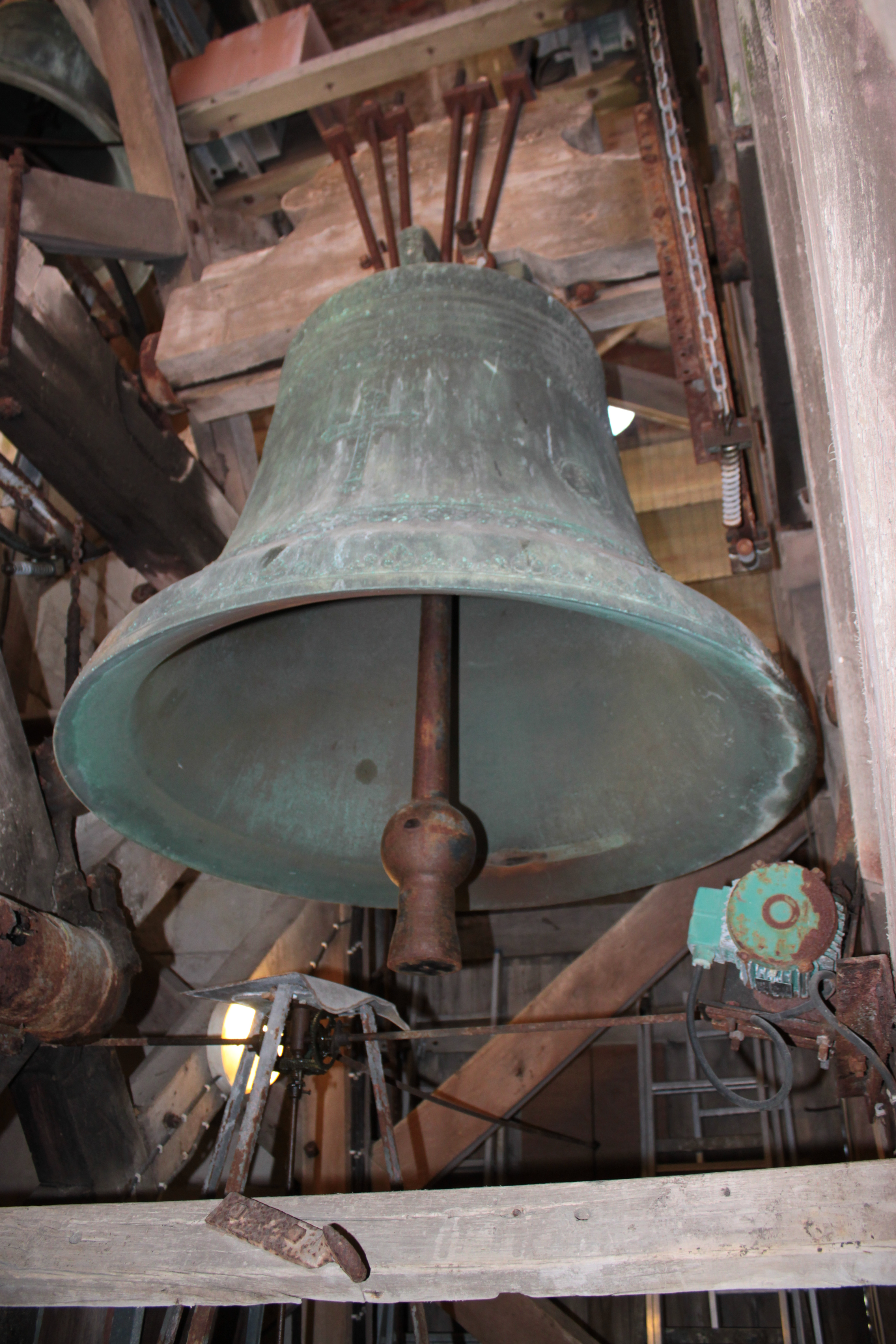
Cloche Marie-Josephine-Elisabeth, 1 140 kg, 1890, accordée en ré 3.
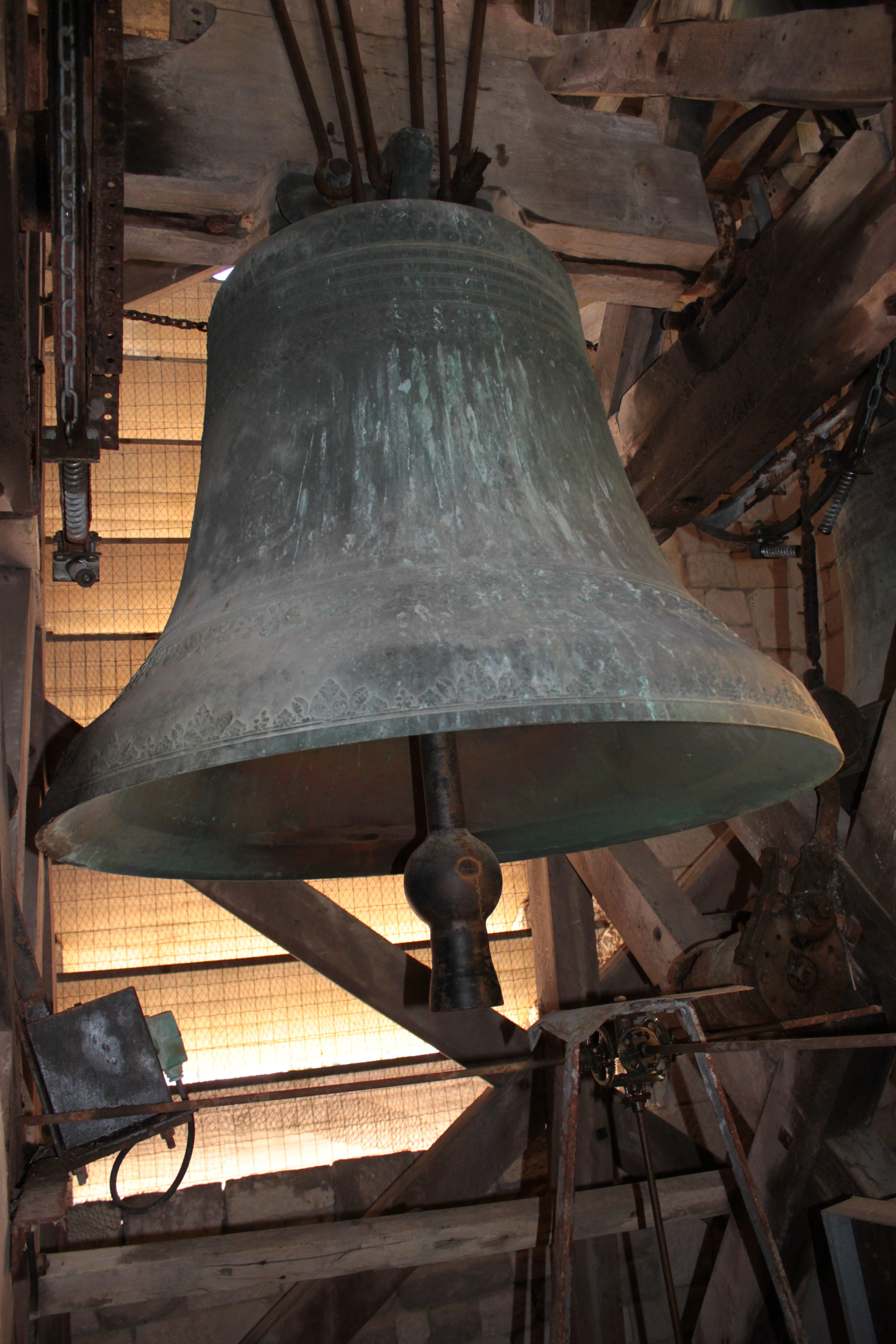
Cloche Marie-Josephine-Elisabeth, 1 140 kg, 1890, accordée en ré 3.
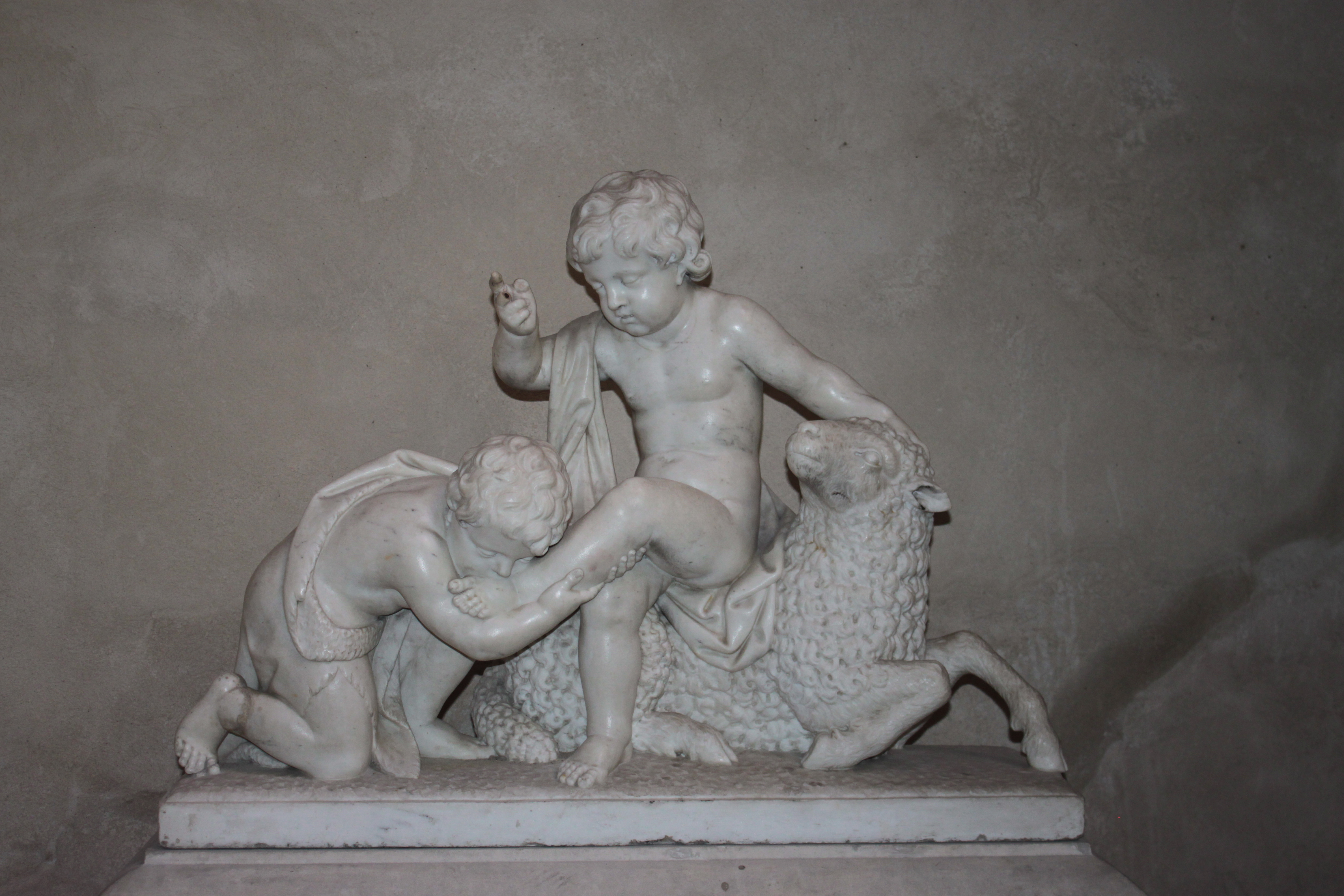
Saint-Jean-Baptiste embrassant le pied de l'Enfant Jésus assis sur un mouton, XVIIe siècle, 1516, offert par le Pape Léon X à Francois 1er.
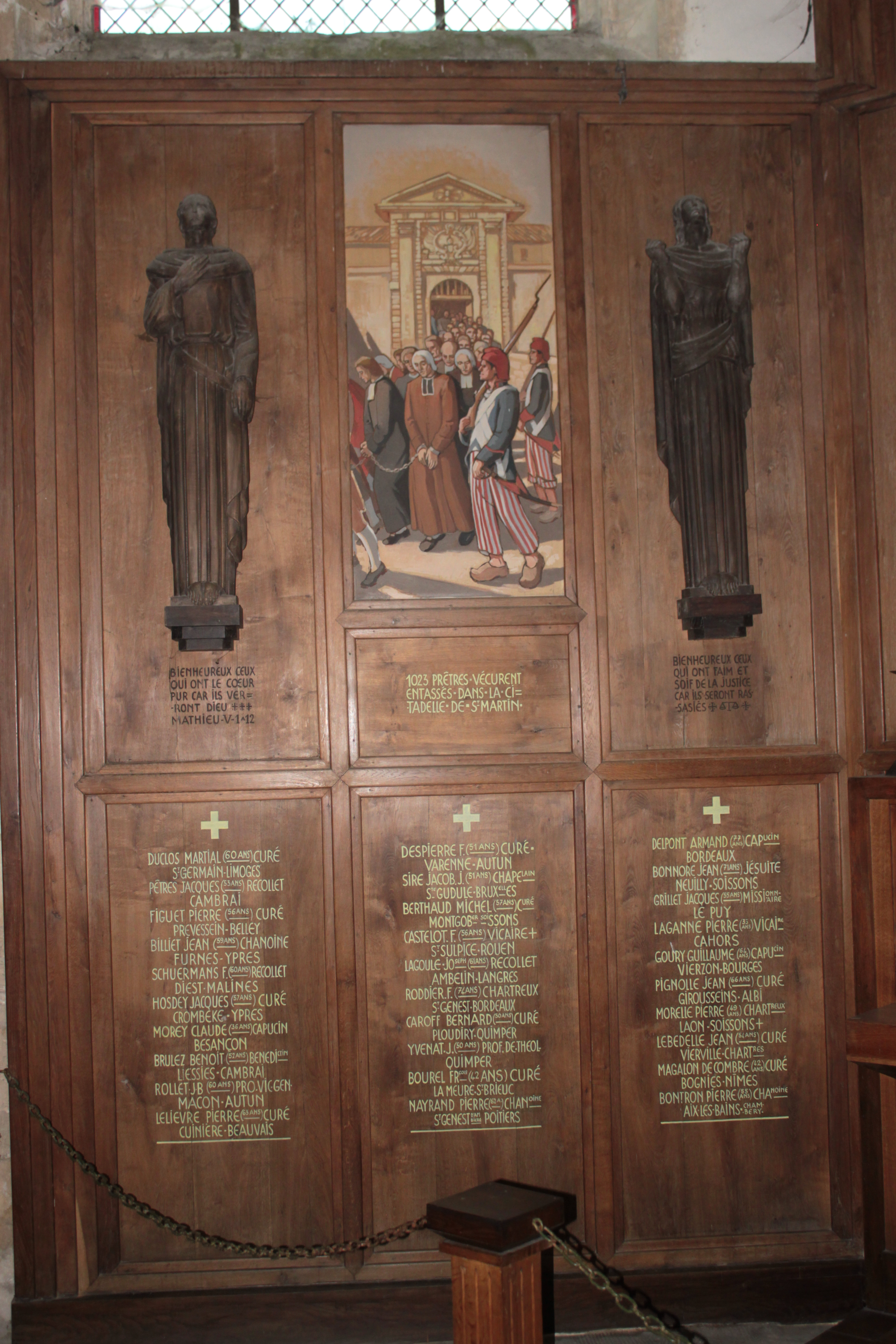
Triptyque en mémoire des prêtres réfractaires déportés (pan gauche).
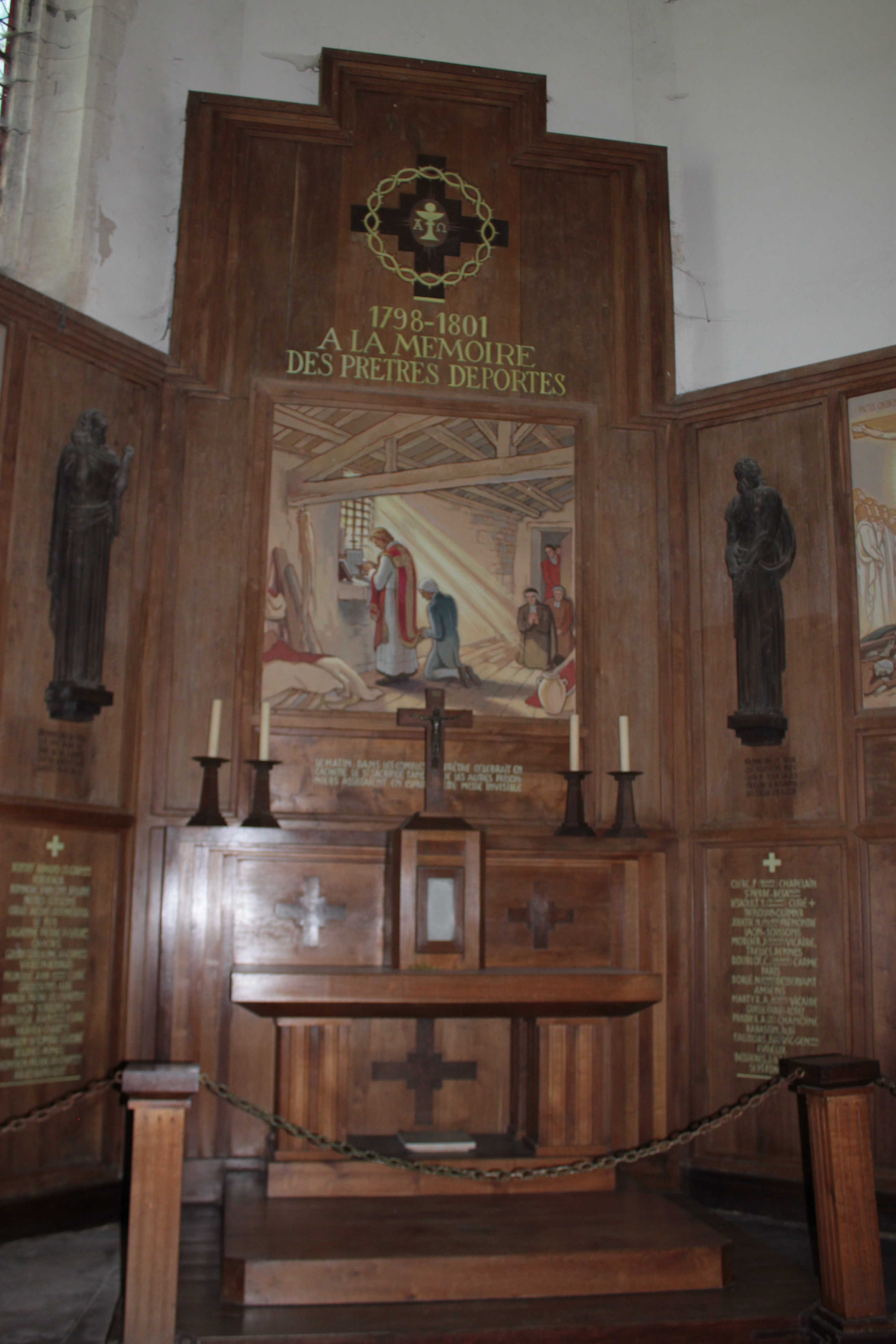
Triptyque en mémoire des prêtres réfractaires déportés  (pan central).
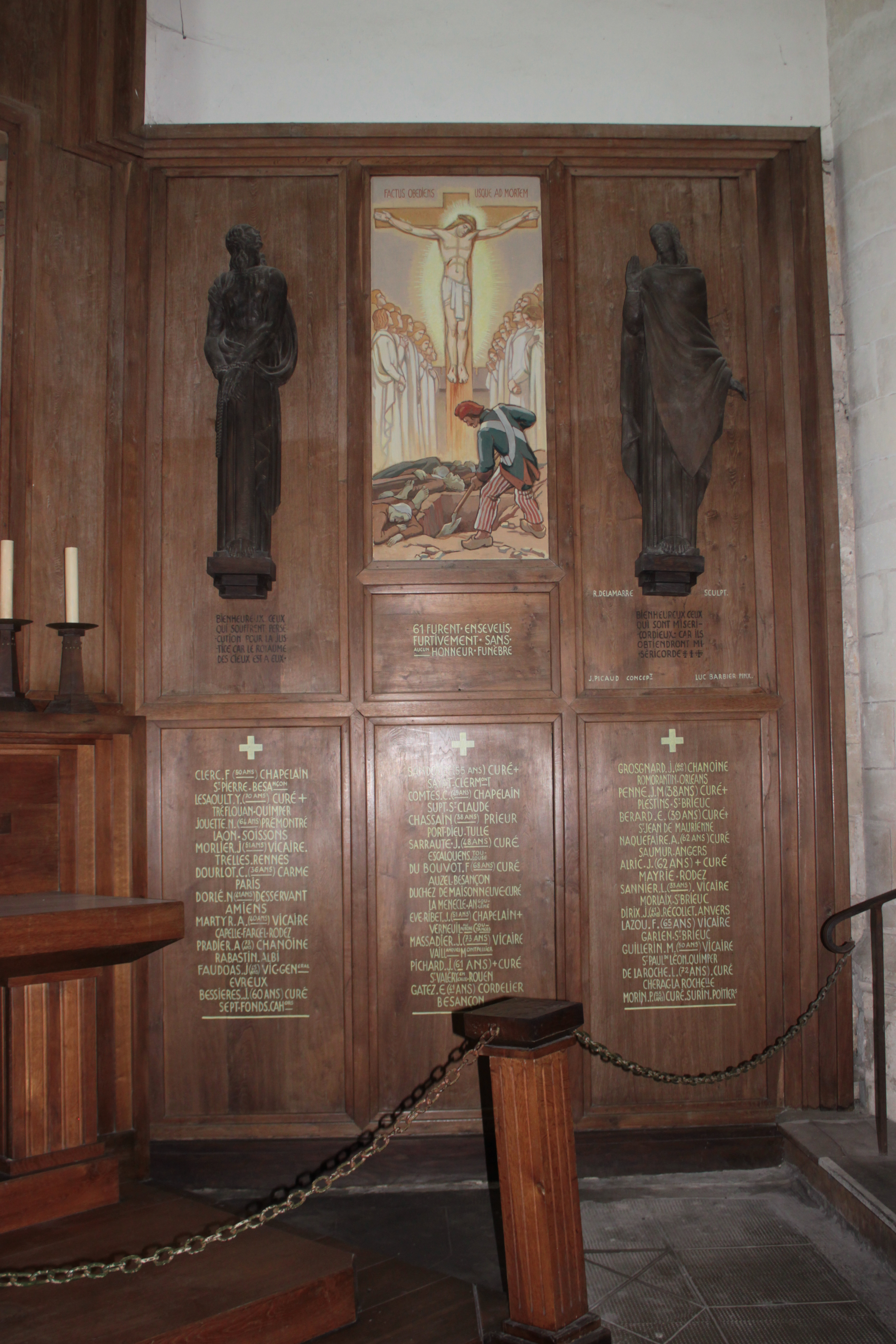
Triptyque en mémoire des prêtres réfractaires déportés  (pan droit).

## Personnalités
- Celse-Bénigne de Rabutin (1596-1627), fils de Jeanne de Chantal et père de Madame de Sévigné, repose en l'église[5].